# 武井政二
武井 政二（たけい せいじ、1958年または1959年 - ）は、日本の地方公務員。神奈川県総務局長、同副知事を歴任。

## 人物・経歴
神奈川県立西湘高等学校卒業、早稲田大学卒業。 1982年 神奈川県庁入庁。総務局長、保健福祉局長、総務局参事監などを務めた。2020年 (令和2年) 4月　中島正信、浅羽義里の後任として小板橋聡士とともに副知事就任。筆頭格として政策局（ヘルスケア・ニューフロンティア推進本部室、ＳＤＧｓ推進課、未来創生課を除く）、総務局、産業労働局、会計局、県政全般の総括。教育委員会、選挙管理委員会などとの連絡調整を担任。2024年2月 黒岩祐治知事の新型コロナウィルス感染により神奈川県議会本会議を欠席したことに伴い県提出議案の提案を代行説明。提案説明を副知事が代行したのは内山岩太郎知事が過労を理由に欠席した1963年6月以来約60年ぶりだった。川崎市の福田紀彦市長が政令指定市が都道府県から分離する「特別市」制度の実現に向けて活動した際には協議にあたった。同年3月 平田良徳と橋本和也を後任として小板橋とともに副知事退任。同年6月 公益財団法人神奈川産業振興センター理事長。